# ぬらりひょん

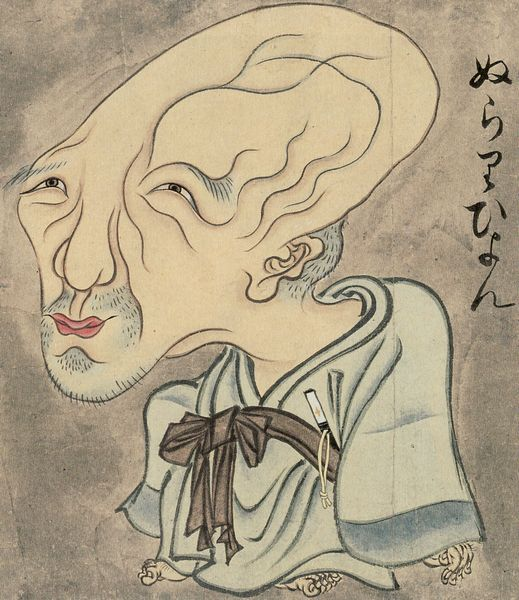
佐脇嵩之『百怪図巻』より「ぬらりひょん」

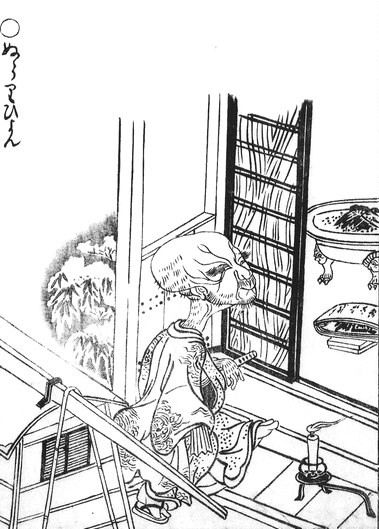
鳥山石燕『画図百鬼夜行』より「ぬうりひょん（ぬらりひょん）」

ぬらりひょん（滑瓢）は、日本の妖怪。

## 概要
一般に瓢箪鯰（ひょうたんなまず）のように掴まえ所が無い化物 であるとされる。江戸時代に描かれた妖怪絵巻などにその姿が多く確認できるが、詳細は不明である。民間伝承には百鬼夜行の一員（秋田県）、海坊主の一種（岡山県）にその名称が確認されるが、描かれている妖怪画の「ぬらりひょん」との前後の関係性は明らかではない。「妖怪の総大将」ともされるが、それは後代における誤伝・俗説とされている（「#現代のぬらりひょん」を参照）。

## 妖怪画
江戸時代の国語辞典『俚言集覧』には「古法眼元信化物画」とのみ解説されている。また、『嬉遊笑覧』に引かれている古法眼元信が描いた「化物絵」に描かれていたとされる妖怪の中にも「ぬらりひょん」 の名称が確認でき、『百怪図巻』（1737年,佐脇嵩之）、『百鬼夜行絵巻』（1832年,尾田郷澄、松井文庫所蔵）など多くの絵巻物にその姿が描かれている。特徴的な形状をしたはげ頭の老人で、着物もしくは袈裟を着た姿で描かれている。解説文が一切無いためにどのような妖怪を意図して描かれたかは不明である。
江戸時代に出版された浮世草子のひとつ『好色敗毒散』には「その形ぬらりひょんとして、たとえば鯰に目口もないようなもの、あれこそ嘘の精なれ」という用例が見られ、のっぺらぼうのような形容詞としても使われていたことが知られる。
鳥山石燕は『画図百鬼夜行』で駕籠から下りる姿のぬらりひょんを描いている。絵巻物と同様に解説文などがないため、詳しいことが伝えられていないが、乗り物から降りることを「ぬらりん」と言ったことから、ぬらりひょんの名と掛けた描写ではないかと考えられている。また、遊里通いの放蕩者として描いたとする説もある。京極夏彦・多田克己などは、「ぬらり」は滑らかな様子、「ひょん」は奇妙な物や思いがけない様子を意味し、ぬらりくらりとつかみどころのない妖怪であるところから「ぬらりひょん」という名称がつけられたのではないかとしている。また、『画図百鬼夜行』では名称の表記が「ぬうりひょん」となっているが、文献や絵巻物での先例などからこれは単純な誤記であると考えられている。

## 伝承

### 岡山県
平川林木によると、岡山県の伝承では、ぬらりひょんは海坊主に類するものとされ、瀬戸内海に浮かぶ人の頭ほどの大きさの球状の妖怪で、捕まえようとすると沈んだり浮かんだりを繰り返して人をからかうという。「ぬらり」と手をすり抜け、「ひょん」と浮いてくることを繰り返すためこの名称が付されたとされている。
現実にはカツオノエボシやタコクラゲのような大型クラゲ やタコを妖怪視したものでないかと考えられ、前述の老人の姿をした「ぬらりひょん」とは別物であると考えられる。

### 秋田県
江戸時代の旅行家・菅江真澄による「菅江真澄遊覧記」中の『雪の出羽路』（1814年）には、
という文章が見られる。同書で「さへの神坂」（さえのかみざか、道祖ノ神坂）は出羽国雄勝郡稲庭郷沢口村にあると記されている（現在の秋田県湯沢市稲庭町）。

## 現代のぬらりひょん

境港市水木しげるロードに設置されたぬらりひょんのブロンズ像

昭和・平成以降の妖怪関連の文献や児童向けの妖怪図鑑で「ぬらりひょん」は、家の者が忙しくしている夕方時などにどこからともなく家に入り、茶や煙草を飲んだり自分の家のようにふるまい、家の者が目撃しても「この人はこの家の主だ」と思ってしまうため、追い出すことはできない、またはその存在に気づかないと解説されている。また「妖怪の総大将」であると解説されることも多い。

ただし、このような特徴が民間で伝承されていたという実例や資料は確認されておらず、家に入って来るという解説は藤沢衛彦『妖怪画談全集 日本篇 上』において鳥山石燕のぬらりひょんの図版の下につけられた
というキャプション を参考として後年発生したものであり、鳥山石燕の絵から推測された創作であると、妖怪研究家の村上健司や多田克己は指摘している。「妖怪の総大将」との説についても、藤沢による「ぬらりひよんと訪問する怪物の親玉」という箇所から拡大解釈されていったに過ぎない、と村上や多田により指摘されている。
また、和歌山県にぬらりひょんが現われたとされる話が解説として掲載されているもの もあるが、これは山田野理夫の著書『おばけ文庫2　ぬらりひょん』に収録されている「ぬらりひょん」という話が原話であり、創作によるものであろうと指摘されている。
昭和後期、藤沢のキャプションからの解釈を元とした「家に入って来る」あるいは「妖怪の総大将」であるという解説が水木しげるや佐藤有文の妖怪図鑑などを通じて一人歩きしたこと、テレビアニメ版『ゲゲゲの鬼太郎』の第3作（1985年放送開始）に主人公・鬼太郎を宿敵とみなす敵役として登場し「総大将」と作中で自称したことなどが総合的に「総大将」としてのイメージを有名なものとしたこと が要因になったと見られている（ただし鬼太郎の原作漫画やアニメ第1作では普通の一妖怪という扱いである）。
以上のような特徴について国文学者・志村有弘は、伝承が本来の意味から隔たり人為的に歪曲されつつある と述べている。一方、京極夏彦は、現在その形で妖怪として機能しているので問題はなく、妖怪を生きた文化として捉えれば時代に合わせて変化することは構わないといった意見を述べている。京極夏彦は『ゲゲゲの鬼太郎』のテレビアニメ版第4作の101話にゲスト参加して脚本を書いており、この中でぬらりひょんを本来の姿はタコの妖怪としている。